# Православие или смерть!

Символика «Союза православных хоругвеносцев»

«Правосла́вие или смерть!» (греч. Ὀρθοδοξία ἢ θάνατος!) — лозунг некоторой части православных христиан в Греции. В Российской Федерации признан экстремистским и включён в Федеральный список экстремистских материалов под номером 865 по решению Черёмушкинского районного суда города Москвы.

## Происхождение и использование лозунга
Девиз «Православие или смерть!» (греч. Ορθοδοξία ή θάνατος!) на греческом языке начертан на чёрном знамени афонского монастыря Эсфигмен, мятежная братия которого отказалась поминать правящего архиерея Святой Горы — Константинопольского Патриарха в знак протеста против богословского диалога с Римско-католической церковью и иных экуменических контактов последнего. Девиз над Эсфигменом представляет собой перефразировку национального девиза Греции Ελευθερία ή θάνατος! («Свобода или смерть!»), возникшего во время Греческой войны за независимость от Османской империи в 1821—1829 годах.
По словам религиоведа Романа Лункина, в России данный лозунг появился в 1990-х годах в среде православных консерваторов и ряда известных приверженцев веры (Константин Кинчев, Иван Охлобыстин), сторонников монархических движений и некоторых священнослужителей (игумен Сергий (Рыбко)). В 1997—1999 годы выходил малотиражный публицистический альманах «Православие или смерть!».
Лозунг «Православие или смерть» популярен среди представителей некоторых православных общественных организаций (например, Союза православных хоругвеносцев).
По заявлениям хоругвеносцев, данный лозунг следует трактовать следующим образом:
Суть этого обращения носит исключительно религиозный характер и относится к православным христианам, которые таким образом заявляют о своем жизненном выборе и готовности умереть за Христа подобно всем святым мученикам, если им даже под угрозой смерти предложат отречься от Православия или согласиться с искажением Православного вероучения.
В майке с данным лозунгом давал интервью и неоднократно появлялся на своих концертах лидер группы «Алиса» Константин Кинчев, так объяснив смысл, который он вкладывает в это изречение: «Для меня в этом нет ничего своеобразного. Просто я вспоминаю слова чтимого мною святого Феофана Затворника. Он говорил: „Не знаю, как кому, а мне без православия не спастись“. Я всего лишь повторяю эти слова».

## Отношение епископата и представителей Московской Патриархии
Патриарх Московский и всея Руси Кирилл в марте 2009 в слове, сказанном в Неделю Православия, призвал не доверять выступающим с подобным лозунгом:
Если мы слышим слова «Православие или смерть!», нужно опасаться такого проповедника. Ни один апостол так не говорил. Православие — это красота жизни, а смерть — это тлен, результат грехопадения, дьявольского действия. В глазах этих людей вы не найдёте любви — там горит огонь гордыни.
Летом 2010 года сообщалось, что в защиту лозунга высказался епископ Сыктывкарский и Воркутинский Питирим (Волочков): «Надпись сия отнюдь не „экстремистская“. Без святого православия нам и правда смерть!».
Тогда же руководитель пресс-службы Патриарха Московского и всея Руси Владимир Вигилянский заявлял, что не видит во фразе экстремизма: «Это высказывание ни на кого не направлено, ни к чему не принуждает. Люди говорят о собственной позиции, это их личный выбор».

## Признание лозунга экстремистским
21 декабря 2010 года решением Черёмушкинского районного суда Москвы лозунг «Православие или смерть!», напечатанный на футболках, представленных на Интернет-ресурсе www.russiansymbol.ru, был признан экстремистским и включён в Федеральный список экстремистских материалов под номером 865. Согласно заключению экспертов Российского института культурологии, эта надпись возбуждает религиозную вражду и пропагандирует превосходство граждан одной религии по отношению к другой.
Однако 21 апреля 2011 года Люблинский районный суд отклонил представление прокуратуры о признании футболки с надписью «Православие или смерть!» и изображением православной символики с черепами экстремистским материалом, основываясь на заключении комплексной экспертизы, которую проводил Российский федеральный центр судебной экспертизы при Минюсте РФ.
Несмотря на то, что решения двух судов противоречат друг другу, на сайте Министерства юстиции лозунг «Православие или смерть» находится в Федеральном списке экстремистских материалов со ссылкой на решение Черёмушкинского районного суда.
20 сентября 2012 года Виталий Милонов, депутат Законодательного собрания Санкт-Петербурга, в интервью радио «Эхо Петербурга» заявил, что на сегодняшний день лозунг «Православие или смерть!» более не находится в списке экстремистских материалов. Депутат пояснил, что он лично просил бывшего заместителя министра юстиции Виктора Евтухова пересмотреть отношение к лозунгу. Тем не менее, лозунг «Православие, или смерть» до сих пор значится в списке запрещённых материалов под номером 865.
20 февраля 2013 года на основании решения Новомосковского городского суда Тульской области листовка «Православие или смерть», в которой содержалась речь священника Василия Новикова, была признана экстремистской.
Летом 2013 года Волховская городская прокуратура, ссылаясь на решение Черёмушкинского суда г. Москвы от 21.12.2010, обязала снять табличку с надписью «Православие или смерть» с ворот храма Покрова Пресвятой Богородицы, находившегося в юрисдикции неканонической РПЦЗ(А), в деревне Дудачкино Волховского района Ленинградской области.
16 ноября 2016 года стало известно, что координатора Открытой России в Чувашии Дмитрия Семёнова признали виновным по первому административному делу за перепост картинки с Виталием Милоновым в футболке с лозунгом «Православие или смерть!»
15 марта 2017 года во время «молитвенного стояния», устроенного Союзом православных братств, был задержан Димитрий Антонов, державший хоругвь с надписью «Православие или смерть».
29 января 2021 года Московский районный суд Чебоксар арестовал на семь суток Семёна Кочкина за старый репост новости о том, что активист Паньков был наказан за репост новости о собственном прекращенном деле о репосте с упоминанием запрещенного лозунга" .